# Hanna Reitsch

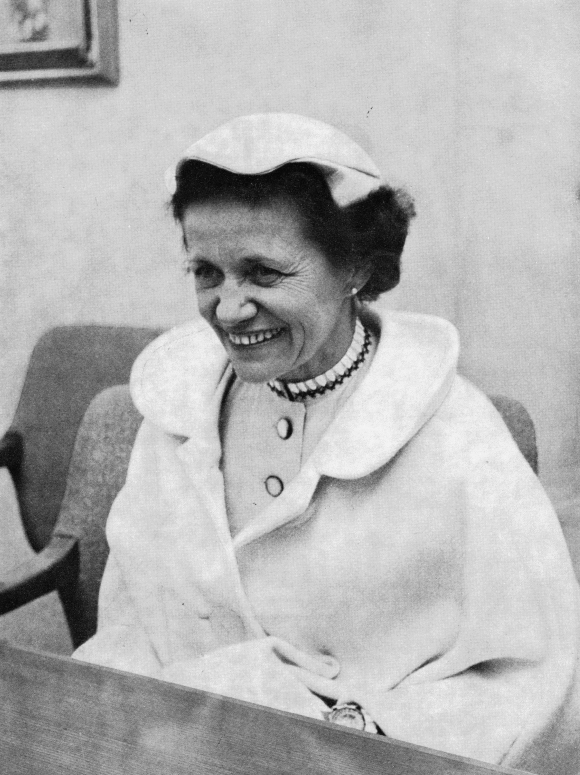
Hanna Reitsch 1961

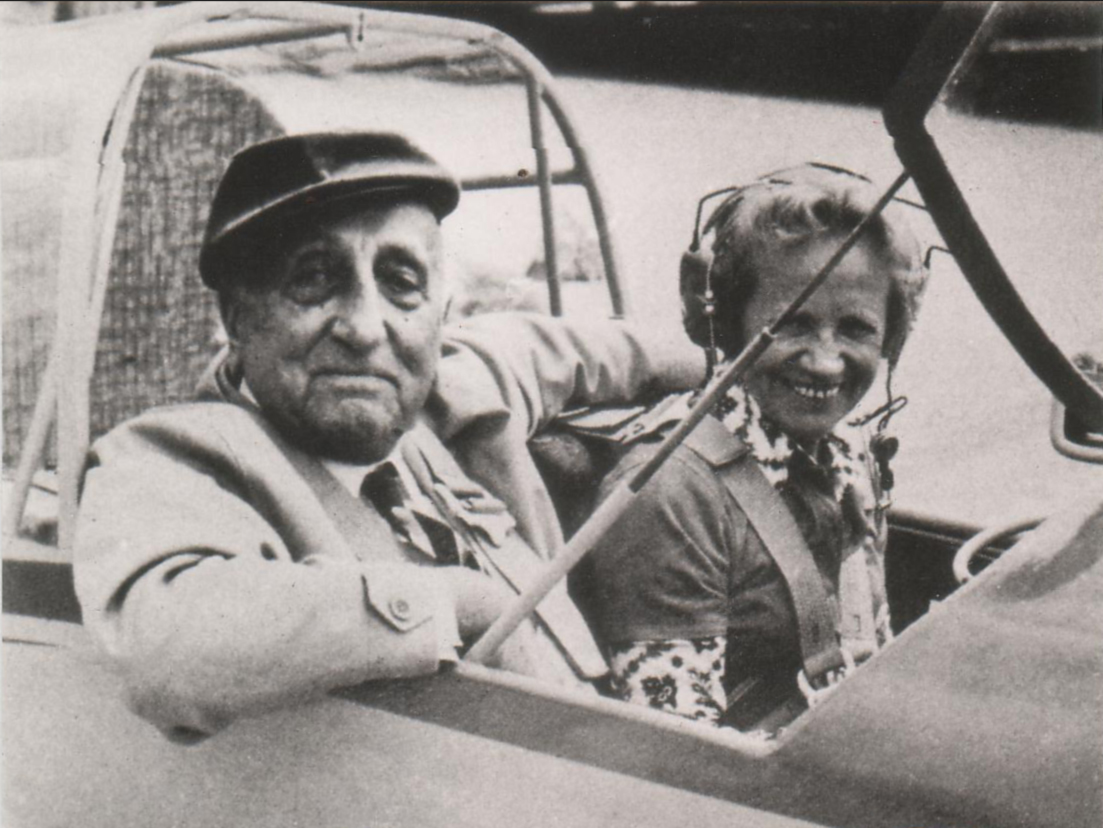
Reitsch neben Karl Ritter (1968)

Hanna Reitsch (* 29. März 1912 in Hirschberg, Provinz Schlesien; † 24. August 1979 in Frankfurt am Main) war eine der bekanntesten und erfolgreichsten Fliegerinnen im Deutschland des 20. Jahrhunderts. Reitsch erflog mehr als 40 Rekorde in allen Klassen und Flugzeugtypen. Während der Zeit des Nationalsozialismus war sie als teils fanatische Unterstützerin des nationalsozialistischen Regimes aktiv. 1974 gab Reitsch ihre deutsche Staatsangehörigkeit auf und wurde Österreicherin.

## Biographie

### Jugend
Hanna Reitsch war das zweite von drei Kindern des Arztes Willy Reitsch, der eine Augenklinik leitete, und seiner Frau Emy (geb. Helff-Hibler von Alpenheim). Sie träumte bereits als Kind von der Fliegerei. Die Jugendliche gab als Traumberuf „fliegende Missionsärztin“ an. Wenn sie schulfrei hatte, fuhr sie mit dem Rad nach Grunau zum
Segelflugplatz. Dort lernte sie Anfang der 1930er-Jahre auch den jungen Wernher von Braun kennen, mit dem sie eine lebenslange Freundschaft verband. Im Jahr 1931 absolvierte sie ihr Abitur, anschließend besuchte sie die Koloniale Frauenschule in Rendsburg. Ab 1932 studierte sie Medizin in Berlin und Kiel.

### Erste fliegerische Erfolge

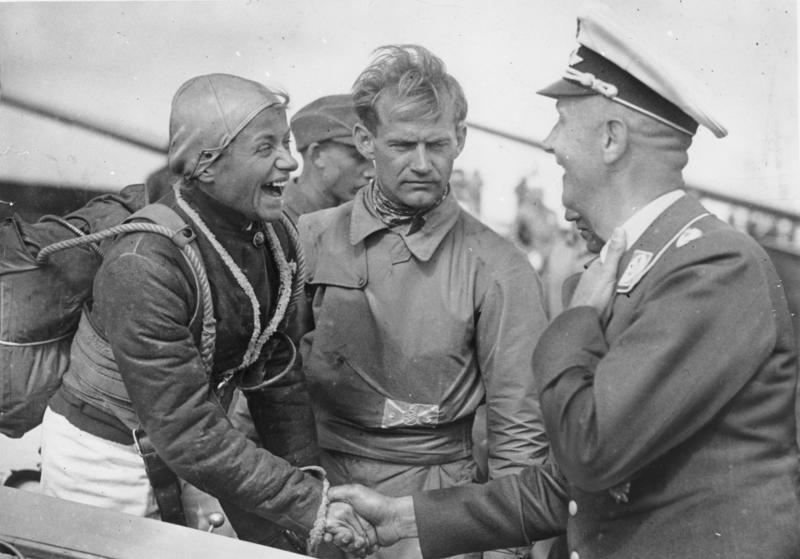
Reichsluftsportführer Oberst Mahnke stattete am 27. August 1936 den Segelfliegern auf der Wasserkuppe einen Besuch ab. Hier begrüßt er Hanna Reitsch, die einzige Teilnehmerin des Wettbewerbs.

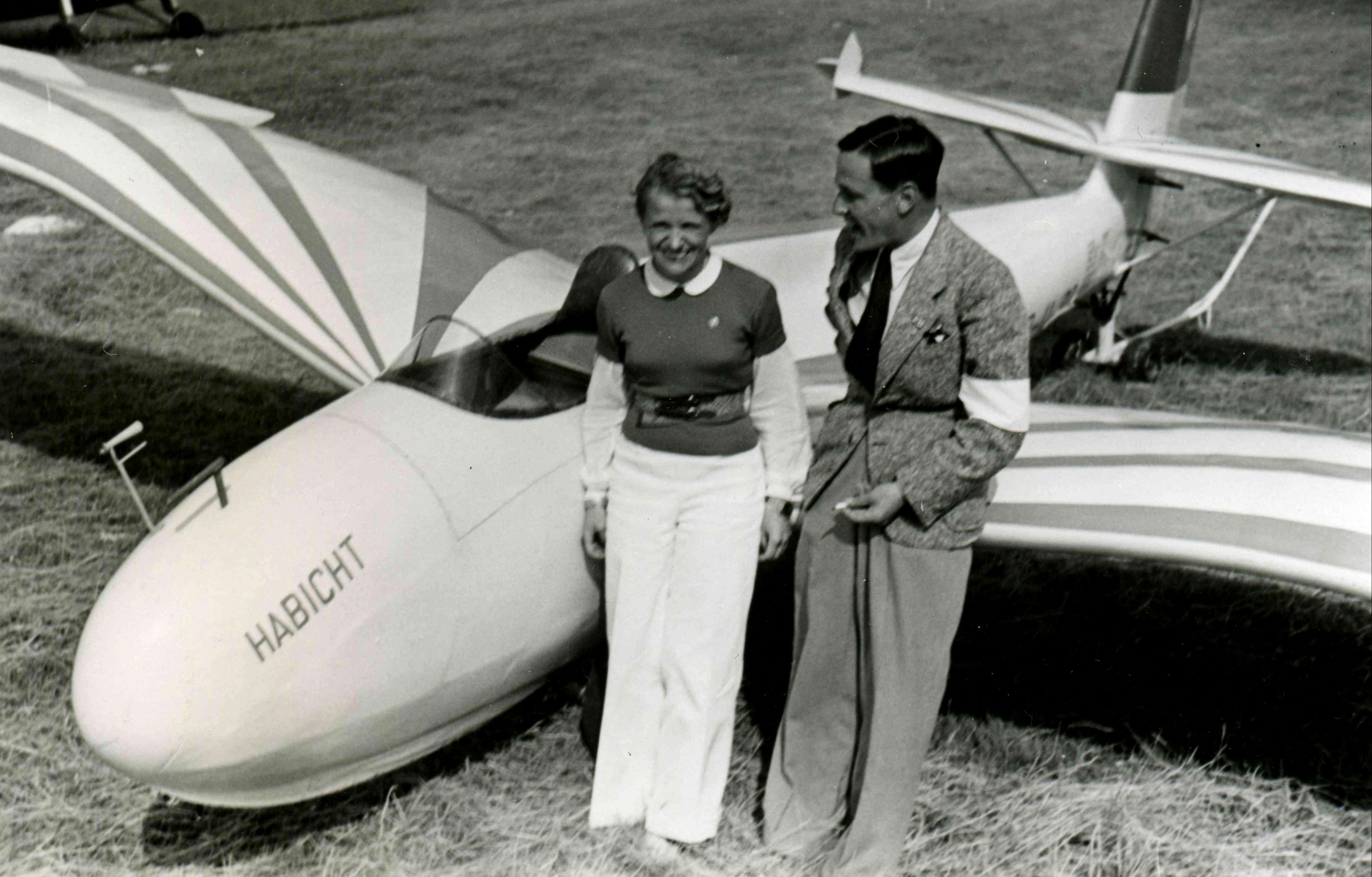
Ein DFS Habicht mit Hanna Reitsch und Flugkapitän Knoetsch beim Großflugtag 1938 auf dem Flugplatz Kassel-Waldau

Neben ihrem Studium erwarb die nur 1,50 Meter große Frau 1932 den Segel- und den Motorflugschein auf dem Flugplatz Berlin-Staaken. Noch im selben Jahr stellte sie ihren ersten Rekord, den Dauer-Segelflugrekord für Frauen (5,5 Stunden in der Luft) auf. Reitsch wurde 1933 von Wolf Hirth gebeten, als Fluglehrerin an seiner neuen Segelfliegerschule auf dem Hornberg bei Schwäbisch Gmünd zu arbeiten.
Im Juli 1933 flog sie mit ihrem Segelflugzeug „Onkel Otto“ im Blindflug durch eine Wolkenformation. Obwohl nach einer Viertelstunde die Instrumente ausfielen, konnte sie das Flugzeug noch eine weitere Dreiviertelstunde ohne Sicht in der Luft halten. Erst nach Verlassen der Wolken erkannte sie, dass sie sich im Rückenflug befand. Sie konnte die Maschine wieder in eine normale Lage bringen und landen, wobei der Landeplatz 600 m über dem Startort lag.
1933 wirkte sie als fliegerische Beraterin am Film Rivalen der Luft mit. Im Zusammenhang mit den Flugaufnahmen gelang ihr am 25. September 1933 bei Rossitten und Pillkoppen ein neuer Weltrekord im Dauerflug von 7 Stunden und 58 Minuten.
Von 1933 bis 1934 nahm sie an einer Forschungsexpedition in Brasilien und Argentinien teil und brach ihr Medizinstudium nach vier Semestern zugunsten der Fliegerei ab. 1936 stellte sie mit 305 Kilometer einen neuen Streckenweltrekord im Segelflug der Frauen auf. Weitere Rekorde folgten (siehe Abschnitt: Fliegerische Leistungen).

### Als Versuchs- und Erprobungspilotin
Vom Juni 1934 an arbeitete Hanna Reitsch als Versuchspilotin für die Deutsche Forschungsanstalt für Segelflug (DFS) in Griesheim. Dabei arbeitete sie eng mit dem bekannten Konstrukteur und DFS-Abteilungsleiter Hans Jacobs zusammen. Als erste Frau der Welt wurde sie 1937 von Hermann Göring zum Flugkapitän ehrenhalber ernannt. Im September 1937 wurde sie als Versuchspilotin an die Flugerprobungsstelle der Luftwaffe Rechlin berufen. Dort erprobte sie Stukas, Bomber und Jagdflugzeuge. Von 1937 an flog sie den von Henrich Focke gebauten Hubschrauber Focke-Wulf Fw 61 (später umbenannt in Focke-Achgelis 61 bzw. Fa 61, nach dem Firmen-Mitinhaber und ehemaligen Kunstflieger und Testpiloten Gerd Achgelis), mit dem sie im Oktober desselben Jahres mit einem 109-km-Flug einen Streckenweltrekord für Hubschrauber aufstellte. 1938 führte Reitsch diesen Hubschrauber in der Deutschlandhalle in Berlin beim ersten Hubschrauber-Hallenflug der Welt vor (erster Versuchsflug am 14. Februar 1938, erste öffentliche Vorführung im Rahmen der Internationalen Automobil- und Motorrad-Ausstellung Anfang März 1938). Auch ein Flug mit dem Motorsegler und Nurflügler Horten H II (Kennzeichen D-11-187) der Brüder Horten in der Nähe von Berlin im November 1938 ist durch einen ihrer Testberichte dokumentiert, in dem sie unter anderem vermerkt, dass sie den Fahrwerkhebel aufgrund ihrer zu kurzen Arme nicht bedienen konnte.

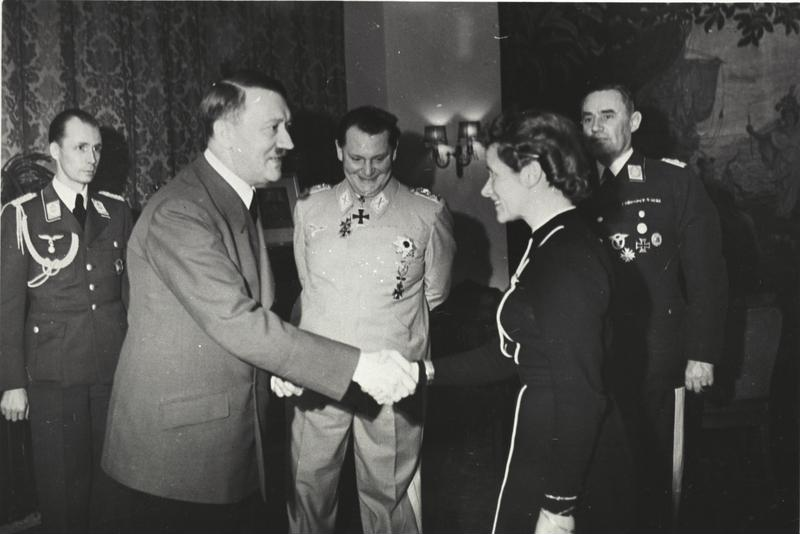
Adolf Hitler verleiht Reitsch das Eiserne Kreuz 2. Klasse, in der Mitte Göring (März 1941)

Als Versuchspilotin flog Reitsch zusammen mit Erich Klöckner 1939 den für die deutschen Luftlandetruppen vorgesehenen Großsegler DFS 230 ein und am 8. März 1941, elf Tage nach dem Erstflug, den Lastensegler Me 321.
Mit der Dornier Do 17 und der Heinkel He 111 flog sie Versuche, um herauszufinden, ob die Stahlseile britischer Ballonsperren mit einem vor dem Bug des Flugzeuges angebrachten Gerät zerschnitten werden konnten. 1942 flog Reitsch in Augsburg das Raketenflugzeug Messerschmitt Me 163 – allerdings lediglich im reinen Schleppflug in einer antriebslosen Zelle der Me 163 ohne den hochexplosiven Zwei-Komponenten-Raketen-Treibstoff. Dies war Reitsch aufgrund ihrer damaligen Bedeutung für die NS-Propaganda ausdrücklich untersagt worden, da man das damit verbundene hohe Risiko eines schweren (Start-)Unfalls, wie er nicht selten war, nicht eingehen wollte. Dennoch wurde sie bei einem Landeunfall mit der Me 163b schwer am Kopf verletzt, als sie mit dem Gesicht in das Reflexvisier geschleudert wurde.
Nach der Genesung nahm sie an Versuchen mit der bemannten Fieseler Fi 103, dem Reichenberg-Gerät, teil. Bei ihrer Erprobungstätigkeit wurde Hanna Reitsch noch mehrmals schwer verletzt. Für ihren Einsatz erhielt sie unter anderem das Eiserne Kreuz zweiter und erster Klasse (das EK I als einzige Frau der deutschen Geschichte) und das Flugzeugführer- und Beobachterabzeichen in Gold mit Brillanten (Melitta Schenk Gräfin von Stauffenberg und Reitsch waren die einzigen so ausgezeichneten Frauen).
Ab dem Winter 1943/1944 setzte Reitsch sich für die Entwicklung der „Selbstopfer“-Flugzeuge ein. Dieses Projekt, das sie am 28. Februar 1944 Adolf Hitler vorschlug, sah bemannte Bomben vor, bei denen der Tod des Piloten in Kauf genommen wurde, ähnlich dem japanischen Tokkōtai („Kamikaze“). Das Projekt stieß in der Luftwaffenführung auf erheblichen Widerstand und wurde nicht realisiert.

### Verhältnis zur NS-Ideologie

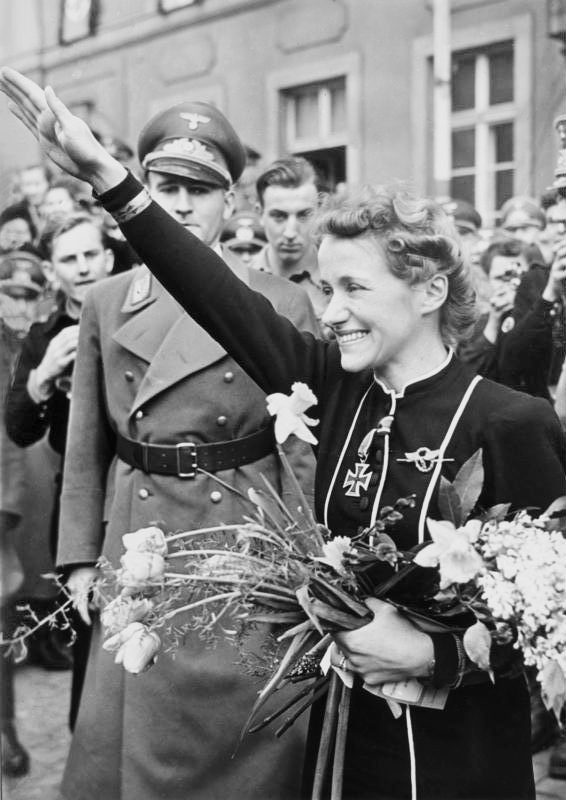
Reitsch im April 1941 in ihrer Heimatstadt Hirschberg, neben ihr Karl Hanke, Gauleiter von Niederschlesien

Hanna Reitsch wuchs in einem deutschnationalen Klima auf, wie es damals bei vielen Deutschen nach dem Ersten Weltkrieg verbreitet war. Die Reitschs wandten sich früh den Nationalsozialisten zu, da diese eine Revision des Friedensvertrages von Versailles und der anschließenden Teilung Oberschlesiens versprachen. Hanna Reitsch selbst war eine begeisterte persönliche Anhängerin Hitlers, dem sie bis zuletzt die Treue hielt: „Es mag eine Führung richtig oder falsch gewesen sein – das zu beurteilen ist nicht an mir. Wenn man aber zu dieser Führung hauptverantwortlich gehört, muss man bereit sein, mit ihr unterzugehen.“
Dennoch war Reitsch keine „klassische Nationalsozialistin“. Grundlage ihrer politischen Überzeugung waren vielmehr leicht missdeutige Begriffe wie „Treue“ und „Vaterlandsliebe“. Sie war weder Mitglied der NSDAP noch einer anderen NS-Organisation. Auch eine „Ehrenmitgliedschaft“ beim Bund Deutscher Mädel (BDM) nahm sie nicht an. Die NS-Rassenpolitik lehnte Reitsch ausdrücklich ab und unterstützte mit ihrer Familie die ablehnende Haltung der schlesischen evangelischen Kirche. Als die Gerüchte über die Vernichtungslager bekannt wurden, sprach sie ausgerechnet den Reichsführer SS Heinrich Himmler auf den Wahrheitsgehalt dieser Behauptungen an.
Auch Reitsch bekam das damals frauenfeindliche Klima zu spüren: 1936 wurde ihr als Frau zunächst die Teilnahme am Rhön-Flugwettbewerb verweigert, und in das NS-Fliegerkorps wurde sie nicht aufgenommen. Dennoch ließ sie sich vom NS-Regime instrumentalisieren. Nach dem Kriegsausbruch berichtete die populäre Fliegerin auf zahlreichen Vortragsreisen durch ganz Deutschland von ihrer Arbeit als Testpilotin und rief die Jugend zum Einsatz für das Vaterland auf. Zur „Hebung der Moral der Truppe“ besuchte sie Ende 1943 zudem die Ostfront.
Gegen Ende des Zweiten Weltkriegs setzte sich Hanna Reitsch mit zunehmendem Fanatismus für einen vermeintlichen Endsieg des nationalsozialistischen Deutschen Reichs ein. So warb sie dafür, dass sich deutsche Soldaten in bemannten V1-Marschflugkörpern auf feindliche Ziele stürzen, um diese in so genannten Selbstmordeinsätzen zu zerstören.
Nachdem Hermann Göring von Hitler am 23. April 1945 aller Ämter enthoben worden war, flog Hanna Reitsch dessen designierten Nachfolger Robert Ritter von Greim am 26. April 1945 mit einem Fieseler Storch in das von der Roten Armee bereits eingeschlossene Berlin, damit dieser von Hitler persönlich unter gleichzeitiger Beförderung zum Generalfeldmarschall zum Oberbefehlshaber der Luftwaffe ernannt werden konnte. In der Nacht vom 28. auf den 29. April 1945 nutzten Reitsch und Greim die Charlottenburger Chaussee als Startbahn, um mit dem letzten Flugzeug, einem kleinen Arado Ar 96 Schulflugzeug, weiter nach Plön zu fliegen, wo sich zu dieser Zeit noch Hitlers Nachfolger Karl Dönitz aufhielt. Im Anschluss flohen Reitsch und Greim weiter nach Kitzbühel in Tirol, wo sie in amerikanische Kriegsgefangenschaft gerieten.

### Haltung nach dem Kriegsende
Reitsch verbrachte insgesamt 18 Monate in verschiedenen Internierungslagern. Ausführlich wurde sie dabei zu ihrem Aufenthalt im Führerbunker vernommen. Die Protokolle der Vernehmungen gelangten an die Öffentlichkeit und wurden vom späteren Professor Hugh Trevor-Roper frei bearbeitet und in seinem Buch The Last Days of Hitler (London 1946) verwendet. Reitsch wandte sich energisch gegen die ihr zugeschriebenen Äußerungen und bezeichnete sie als Fälschungen. Im Dezember 1947 wurde Reitsch als „Nichtbetroffene“ entnazifiziert, da sie keiner NS-Organisation angehört hatte.
In ihren nach dem Kriegsende veröffentlichten Büchern findet man keine Ansätze zur kritischen Auseinandersetzung mit dem Nationalsozialismus. Zwar geht sie auf ihre zahlreichen Begegnungen mit NS-Führern wie Hitler, Göring und Himmler ein, vermeidet aber jede Wertung. Reitsch habe die Vergangenheit geleugnet, so der psychologische Erklärungsversuch des Spiegels 1979, „aus einem Schamgefühl heraus, das die Wahrheit über das gläubig verehrte Reich und seinen ‚tragischen‘ Führer nicht ertragen konnte, nicht hätte aushalten können.“ 1974 gab Reitsch ihre deutsche Staatsangehörigkeit auf und nahm aus Verärgerung darüber, dass man ihr in der Bundesrepublik – bei aller ihr zugestandenen Naivität – eine „Glorifizierung des NS-Regimes“ vorwarf, die österreichische Staatsbürgerschaft an.

### Weiterer Berufsweg
Ab 1954 arbeitete Reitsch erneut als Testpilotin in Darmstadt, diesmal bei der wiedergegründeten Deutschen Versuchsanstalt für Luftfahrt (DVL). Im Jahr 1959 reiste sie auf Einladung von Premierminister Jawaharlal Nehru nach Indien, um dort ein Leistungssegelflugnetz aufzubauen. 1961 wurde sie von Präsident John F. Kennedy zu einem Besuch im Weißen Haus eingeladen und traf in den USA auch ihren Jugendfreund Wernher von Braun wieder. Von 1962 bis 1966 weilte Reitsch in Ghana, wo sie eine Segelflugschule aufbaute und leitete sowie den damaligen Präsidenten Ghanas Kwame Nkrumah als dessen Pilotin flog. Hanna Reitsch war 1968 Gründungsmitglied der Vereinigung Deutscher Pilotinnen. In den 1970er-Jahren errang sie weitere Rekorde in verschiedenen Flugkategorien. Sie wurde „Pilot des Jahres 1971“ beim International Order of Characters, 1972 Ehrenmitglied (Honorary Fellow) der Society of Experimental Test Pilots in Kalifornien, als dritte Frau nach Jacqueline Auriol und Jacqueline Cochran, die ein Jahr zuvor diese Ehrung erfahren hatten, und erhielt 1975 die Internationale Kette der „Windrose“.

### Lebensabend und Tod

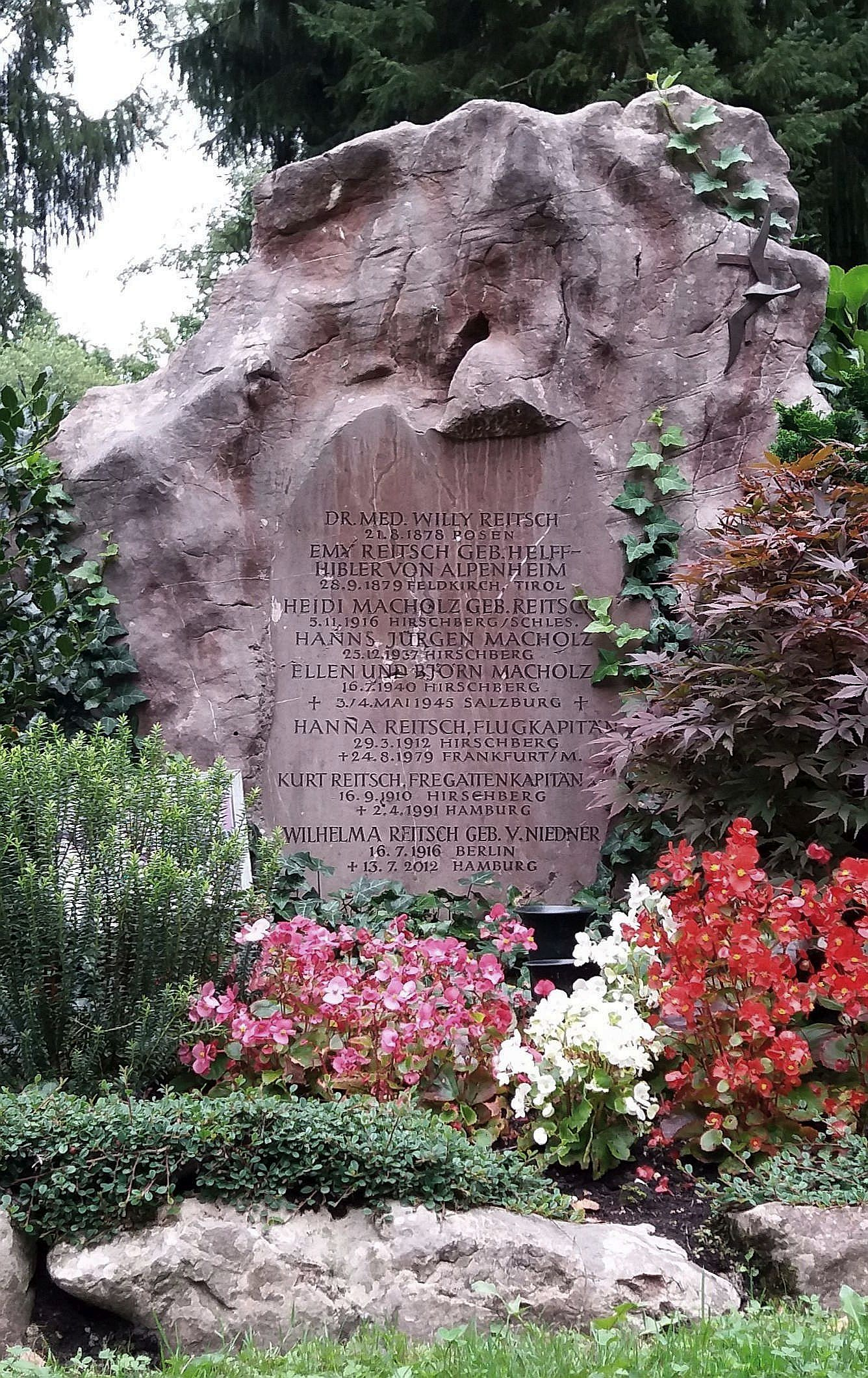
Grab von Hanna Reitsch auf dem Salzburger Kommunalfriedhof

Reitsch flog bis zu ihrem Lebensende. Sie starb 1979 im Alter von 67 Jahren in Frankfurt am Main, wo sie seit 1953 gelebt hatte, an akutem Herzversagen. Auf dem Salzburger Kommunalfriedhof ist sie im Grab ihrer Familienangehörigen beigesetzt.
Der Spiegel schrieb in seinem Nachruf:

„Hanna Reitsch […] verkörperte aufs äußerste zugespitzt die deutsch-nationale Schizophrenie zwischen äußerer Modernität und innerem Mittelalter, zwischen technisch-wissenschaftlicher Intelligenz und verblendeter ‚Gläubigkeit‘, zwischen persönlichem Anstand und kollektiver Barbarei.“

## Fliegerische Leistungen
- 1932: Dauer-Segelflugrekord für Frauen (5,5 h)
- 1934: Höhen-Weltrekord für Frauen (2000 m)[26]
- 1934: Frauen-Streckenweltrekord im Segelflug (160 km)[27]
- 1935: Erfolgreiche Starts mit einem Wassersegelflugzeug (DFS Seeadler) auf dem Bodensee[28]
- 1936: Frauen-Streckenweltrekord im Segelflug (350 km)[29]
- 1937: erste Alpenüberquerung im Segelflug durch eine Frau[30]
- 1937: als erste Frau der Welt durch Hermann Göring zum Flugkapitän ernannt
- 1937: erste Frau der Welt, die einen Hubschrauber (Focke-Wulf Fw 61) flog; zudem Flug in einer geschlossenen Halle (Deutschlandhalle)
- 1937: Streckenweltrekord für Hubschrauber (108 km)[31][32]
- 1938: Weltrekord im Ziel-Rückkehr-Flug (250 km)[33]
- 1938: Siegerin im „Deutschen Segelflug-Strecken-Wettbewerb“ Sylt–Breslau (Schlesien)
- 1939: Frauen-Segelflugweltrekord im Zielflug
- 1943: Als Testpilotin der Luftwaffen-Erprobungsstelle Rechlin: erste Frau, die ein Raketenflugzeug (Messerschmitt Me 163A) flog und einen schweren Landeunfall überlebte
- 1944: Erste Frau der Welt, die Strahlflugzeuge flog (Messerschmitt Me 262 und Heinkel He 162 bei der Luftwaffen-Erprobungsstelle in Rechlin)
- 1952: Dritter Rang bei den Segelflugweltmeisterschaften in Spanien mit Lisbeth Häfner (Doppelsitzerklasse)
- 1955: Deutscher Segelflugmeister
- 1956: Deutscher Frauen-Segelflug-Streckenrekord (370 km)
- 1957: Deutscher Frauen-Höhensegelflugrekord (6.848 m) (1. Diamant zur Gold-C)
- 1960: 300-km-Dreiecksflug (2. Diamant zur Gold-C)
- 1970: Deutscher Frauen-Segelflugrekord über 500 km (3. Diamant zur Gold-C) sowie
- 1970: Deutsche Meisterin im Deutschen Segelflug-Wettbewerb (Damenklasse)
- 1971: Weltmeisterin bei der Hubschrauber-Weltmeisterschaft (Damenklasse)
- 1972: Deutscher Frauen-Segelflugrekord im Geschwindigkeitsflug über die 300-Kilometer-Dreiecksstrecke
- 1977: Deutscher Frauen-Segelflugrekord im Ziel-Rückkehr-Flug über 644 km
- 1978: Frauen-Segelflugweltrekord im Ziel-Rückkehr-Flug über 715 km
- 1979: Deutscher Frauen-Segelflugrekord im Ziel-Rückkehr-Flug über 801,70 km

## Ehrungen
- 1937: Militär-Flugzeugführerabzeichen[34]
- 1941: Flugzeugführer- und Beobachterabzeichen in Gold mit Brillanten
- 1941: Eisernes Kreuz II. Klasse[35]
- 1942: Eisernes Kreuz I. Klasse[36]
- 1971: Schlesierschild der Landsmannschaft Schlesien

## Mediale Rezeption
- Im Spionagethriller Geheimaktion Crossbow von 1965 wird Hanna Reitsch von Barbara Rütting verkörpert.

- Im Spielfilm Der Untergang von 2004 wird Hanna Reitsch von Anna Thalbach verkörpert.

- In der Comicserie January Jones wird Hanna Reitsch als „Dritta Reich“, Hitlers Lieblingspilotin, persifliert.

## Bücher
- Fliegen, mein Leben. 4. Auflage. Herbig, München 2001, ISBN 3-7766-2197-4 (Autobiographie).
- Ich flog in Afrika für Nkrumahs Ghana. 2. Auflage. Herbig, München 1979, ISBN 3-7766-0929-X (früherer Titel: Ich flog für Kwame Nkrumah).
- Das Unzerstörbare in meinem Leben. 7. Auflage. Herbig, München 1992, ISBN 3-7766-0975-3.
- Höhen und Tiefen. 1945 bis zur Gegenwart. Heyne, München 1984, ISBN 3-453-01963-6.
- Höhen und Tiefen. 1945 bis zur Gegenwart. 2. erweiterte Auflage. Herbig, München/Berlin 1978, ISBN 3-7766-0890-0.

## Comic
- Yann/Henriet: Bärenzahn. 3 Bände. All Verlag, 2015–2016

## Dokumentationen

### Fernsehen
- Himmelsstürmerinnen – Deutsche Fliegerinnen. Dokumentation vom 3. Februar 2014 von ZDF-History über deutsche Flugpionierinnen
- Am 26. Februar 2016 in ORF 2 in der Doku-Reihe Universum History: Hanna Reitsch – „Hitlers Fliegerin“
- 2020 ZDF-Dokumentation Hitlers Tod (2/4): Das Testament

### Radiobeiträge und Podcast
- Hanna Reitsch – Die Vorzeigepilotin des Führers Stalingrad Podcast, Folge 75, auf Podcast.de